# Ist (eiland)
Ist (Italiaans: Isto) is een Kroatisch eiland dat aan de Dalmatische kust ligt. Het ligt dicht bij de stad Zadar. Het eiland heeft een oppervlakte van 9,65 km² en ligt tussen de eilanden Škarda en Molat. Er wonen ca. 200 mensen.
In de tweede helft van de 20e eeuw is het aantal inwoners gehalveerd. De regering van Kroatië wil het eiland weer aantrekkelijker maken voor nieuwe bewoners. De inwoners van het eiland leven vooral van toerisme. Landbouw is niet goed mogelijk omdat het eiland daarvoor een te kleine oppervlakte heeft.